# Nostima slossonae
Nostima slossonae är en tvåvingeart som beskrevs av Daniel William Coquillett 1900. Nostima slossonae ingår i släktet Nostima och familjen vattenflugor. Inga underarter finns listade i Catalogue of Life.